# Melophorini
Melophorini – plemię mrówek z podrodziny Formicinae. 
Początkowo plemię to było taksonem monotypowym. Po rewizjach filogenetycznych obejmuje 8 opisanych rodzajów:
- Lasiophanes Emery, 1895
- Melophorus Lubbock, 1883
- Myrmecorhynchus Andre, 1896
- Notoncus Emery, 1895
- Notostigma Emery, 1920
- Prolasius Forel, 1892
- Pseudonotoncus Clark, 1934
- Stigmacros Forel, 1905
- Teratomyrmex McAreavey, 1957